# Metropolitanato de Briula
El metropolitanato de Briula (en griego: Ιερά Μητρόπολη Βρυούλων) es una diócesis vacante de la Iglesia ortodoxa perteneciente al patriarcado de Constantinopla, cuya sede estaba en Briula (la actual Urla, que comprende las ruinas Clazómenas) en Turquía. Su titular llevaba el título de metropolitano de Briula, el más honorable ('hipertimos') y exarca de Eritrea (en griego: Ο Βρυούλων, υπέρτιμος και έξαρχος Ερυθραίας). Es una antigua sede metropolitana de la provincia romana de Asia en la diócesis civil de Asia y en el patriarcado de Constantinopla.

## Territorio
El territorio del metropolitanato se encuentra en las provincias de Esmirna y Aydın. El área del metropolitanato limita al norte y al sur con el mar Egeo; al este con los metropolitanatos de Esmirna, Éfeso y Anea (sección Notio); y al oeste con el metropolitanato de Krini. La isla Hekim está comprendida en el metropolitanato.
Además de Urla, otras localidades del metropolitanato son Seferihisar y Doğanbey.

## Historia
El Concilio de Nicea I en 325 aprobó la ya existente organización eclesiástica según la cual el obispo de la capital de una provincia romana (el obispo metropolitano) tenía cierta autoridad sobre los otros obispos de la provincia (sufragáneos), utilizando por primera vez en sus cánones 4 y 6 el nombre metropolitano. Quedó así reconocido el metropolitanato de Éfeso en la provincia romana de Asia, siendo Clazómenas (que se corresponde con la actual Urla) una de sus diócesis sufragáneas, y posiblemente Briula también (ambas ciudades estaban separadas por 5 km). El canon 6 reconoció las antiguas costumbres de jurisdicción de los obispos de Alejandría, Roma y Antioquía sobre sus provincias, aunque no mencionó a Éfeso, su metropolitano también encabezaba de la misma manera a los obispos de la diócesis civil de Asia como exarca de Asia. El canon 28 del Concilio de Calcedonia en 451 pasó al patriarca de Constantinopla las prerrogativas del exarca de Asia, por lo que el metropolitanato de Éfeso y sus diócesis sufragáneas pasaron a ser parte del patriarcado. 
La diócesis de Clazómenas está documentada en las Notitiae Episcopatuum del patriarcado de Constantinopla hasta el siglo XIV. Desde el siglo IX Clazómenas se convirtió en parte de la provincia eclesiástica del metropolitanato de Esmirna. El cambio de provincia eclesiástica se informó por primera vez en la Notitia que data del patriarca Nicolás el Místico a comienzos del siglo X. Sin embargo, solo se conocen dos obispos de Clazómenas: Eusebio, que participó en los concilios ecuménicos de Éfeso en 431 y Calcedonia en 451; y Macario, quien participó en el concilio antifociano de 869. Para el siglo XII Clazómenas era de nuevo sufragánea de Éfeso.
Hay varios obispos conocidos de la antigua diócesis de Briula. Lequien menciona a Timoteo como el primer obispo, que habría participado en el primer concilio ecuménico celebrado en Nicea en 325, sin embargo, el único obispo con este nombre que participó en el Concilio de Nicea fue el de Cibistra y ningún obispo de Briula estuvo presente en la primera reunión ecuménica del cristianismo. El primer obispo seguro fue otro Timoteo, que participó en el Concilio de Éfeso en 431. Rufino intervino en el Concilio de Calcedonia en 451. Jorge fue uno de los padres del Concilio de Nicea II celebrado en 787. La diócesis de Briula era sufragánea de Éfeso.
La sigilografía devolvió el nombre del obispo León, cuyo sello episcopal data del siglo XI. Entre los siglos XII y XIII se conocen otros dos obispos, que participaron en los sínodos celebrados por los metropolitanos en Éfeso: Constantino en 1167 y Nicolás en 1216.
Circa 1085 Clazómenas y Briula fueron tomadas por los selyúcidas, pero fueron retomadas por los bizantinos en 1097. De nuevo tomadas por los selyúcidas en 1304 y ocupadas por los otomanos en 1390. En 1402 cayeron en manos de los mongoles, entregándolas Tamerlán al Beylicato de Aydın. El Imperio otomano las recapturó en 1424. La presencia cristiana se redujo considerablemente y Clazómenas quedó desierta. Por esta razón, en 1387, un acto patriarcal suprimió efectivamente la diócesis de Clazómenas al unir su territorio al de Éfeso. Después de la ocupación otomana de la región, la diócesis de Briula fue efectivamente suprimida y su territorio anexado al metropolitanato de Éfeso. 
El área del metropolitanato fue ocupada por el ejército griego el 3 de mayo de 1919, pero tras su derrota en Asia Menor, los turcos recuperaron Urla el 30 de agosto de 1922. El sínodo patriarcal restauró la sede de Briula, con el título de metrópolis el 22 de febrero de 1922. El primer y único propietario de esta sede fue Dionisio Minas (6 de marzo de 1922-25 de octubre de 1922). De hecho, debido a la guerra greco-turca (1919-1922) y al intercambio de poblaciones entre Grecia y Turquía impuesto por el Tratado de Lausana de 1923, no permanecieron cristianos ortodoxos en el territorio de la sede metropolitana y, de hecho, la sede ya no está activa.

## Cronología de los obispos

### Obispos de Clazómenas
- Eusebio † (antes de 431-después de 451)
- Macario † (mencionado en 869)

### Obispos de Briula
- Timoteo I ? † (mencionado en 325)
- Timoteo II † (mencionado en 431)
- Rufino † (mencionado en 451)
- Jorge † (mencionado en 787)
- León † (siglo XI)
- Constantino † (mencionado en 1167)
- Nicolás † (mencionado en 1216)

### Metropolitanos de Briula
- Dionisio † (6 de marzo de 1922-25 de octubre de 1922) (trasladado al metropolitanato de Mythimna)
  - Sede vacante (1922-2007)
- Epifanio Perilas † (30 de abril de 2007-9 de mayo de 2011 falleció)
- Pantaleón Sklavos (desde el 9 de enero de 2018